# Ивановская (Пермский край)
Ива́новская — деревня в Юрлинском районе Пермского края, в 32 км от села Юрла. Входит в состав Юрлинского сельского поселения.

## История
Деревня Ива́новская известна с 1872 года. Основное занятие населения — земледелие. Подсобными заработками были заготовка леса на сплав, ручная распиловка в соседних селениях. имелась мельница-мутовка. В деревне работал овчинник. В 1909 году в Ивановской находилось 29 дворов, 168 жителей. В 1929 году возник колхоз «Путь к коммунизму»..
Двухэтажная кирпичная школа закрыта в 2008 году.

## Население
| 1909 | 1926 | 1958 | 1979 | 1989 | 1998 | 2010 | 2013 |
| ---- | ---- | ---- | ---- | ---- | ---- | ---- | ---- |
| 143  | 192  | 114  | 170  | 183  | 116  | 6    | 1    |